# Biserica Minoriților din Lugoj
Biserica Minoriților din Lugoj, cu hramul „Sfânta Treime”, este un monument istoric și de arhitectură.

## Istoric
În timpul regimului comunist lăcașul a fost frecventat de credincioșii Bisericii Române Unite, care au fost deposedați de bunurile lor. Episcopul clandestin Ioan Ploscaru a ascultat spovezile în această biserică, înainte de restituirea Catedralei din Lugoj în 1990.
Până în anul 1980 paroh romano-catolic al Lugojului a fost călugărul minorit Johann Laschober (1917-1980), evocat de Nicolae Breban în romanul Bunavestire. Ultimul călugăr minorit care a activat în această biserică a fost preotul Elmar Kroner, decedat în data de 9 decembrie 1991.